# 3110 Wagman
3110 Wagman eller 1975 SC är en asteroid i huvudbältet som upptäcktes den 28 september 1975 av den amerikanske astronomen Henry L. Giclas vid Lowell-observatoriet. Den är uppkallad efter astronomen Nicholas E. Wagman.
Asteroiden har en diameter på ungefär 8 kilometer och den tillhör asteroidgruppen Astraea.